# 헤비사이드-로런츠 단위계
헤비사이드-로런츠 단위계(Heaviside-Lorentz單位系, Heaviside–Lorentz system of units)는 전자기학과 상대성이론에서 자주 쓰이는 단위계이다. 양자장론이나 상대론적 전자기학에서 유용하다.

## 정의
헤비사이드-로런츠 단위계는 국제단위계에서 {\displaystyle \epsilon _{0}} (진공 유전율)이나 {\displaystyle \mu _{0}} (진공 투자율) 등의 인자를 1로 놓은 단위계로 생각할 수 있다. 다만, 빛의 속도 {\displaystyle c}는 0으로 놓지 않기 때문에 이를 군데군데 삽입하여야 한다.
국제단위계에서의 공식을 헤비사이드-로런츠 단위계로 바꾸려면 다음과 같다.
{\displaystyle {\sqrt {\epsilon _{0}}}\mathbf {E} \rightarrow \mathbf {E} }
{\displaystyle {\sqrt {1/\mu _{0}}}\mathbf {B} \rightarrow \mathbf {B} }
{\displaystyle {\sqrt {1/\epsilon _{0}}}\rho \rightarrow \rho }
{\displaystyle {\sqrt {1/\epsilon _{0}}}\mathbf {J} \rightarrow \mathbf {J} }
여기서 {\displaystyle \mathbf {E} }는 전기장, {\displaystyle \mathbf {B} }는 자기장, {\displaystyle \rho }는 전하밀도, {\displaystyle \mathbf {J} }는 전류밀도, {\displaystyle \epsilon _{0}}는 진공의 유전율, 그리고 {\displaystyle \mu _{0}}는 진공의 투자율이다.

## 헤비사이드-로런츠 단위계에서의 전자기 공식

### 맥스웰 방정식
헤비사이드-로런츠 단위계에서 맥스웰 방정식은 아래와 같이 더 대칭적인 꼴을 취한다.
{\displaystyle \nabla \cdot \mathbf {E} =\rho }
{\displaystyle \nabla \times \mathbf {E} =-{1 \over c}{\frac {\partial \mathbf {B} }{\partial t}}}
{\displaystyle \nabla \cdot \mathbf {B} =0}
{\displaystyle \nabla \times \mathbf {B} ={\mathbf {J}  \over c}+{1 \over c}{\frac {\partial \mathbf {E} }{\partial t}}}
여기서 {\displaystyle c}는 빛의 속도다.

### 로런츠 힘
로런츠-헤비사이드 단위계에서 로런츠 힘 F는 다음과 같다.
{\displaystyle \mathbf {F} =q\left(\mathbf {E} +{\mathbf {v}  \over c}\mathbf {B} \right)}
여기서 {\displaystyle q}는 전하량, {\displaystyle \mathbf {v} }는 전하의 이동속도를 의미한다.

### 로런츠 변환
헤비사이드-로런츠 단위계에서 각 전자기 변수의 로런츠 변환은 다음과 같다.
{\displaystyle E_{x}^{'}=E_{x}} , {\displaystyle E_{y}^{'}=\gamma (E_{y}-\beta B_{z})} , {\displaystyle E_{z}^{'}=\gamma (E_{z}+\beta B_{z})}
{\displaystyle B_{x}^{'}=B_{x}} , {\displaystyle B_{y}^{'}=\gamma (B_{y}+\beta E_{z})} , {\displaystyle B_{z}^{'}=\gamma (B_{z}-\beta E_{z})}
{\displaystyle J_{x}^{'}=\gamma (J_{x}-v\rho )} , {\displaystyle J_{y}^{'}=J_{y}} , {\displaystyle J_{z}^{'}=J_{z}}
{\displaystyle \rho '=\gamma \left(\rho -{\frac {v}{c^{2}}}J_{x}\right)}
여기서
{\displaystyle \beta ={\frac {v}{c}}} , {\displaystyle \gamma =\left(1-\beta ^{2}\right)^{-1/2}}
이다.